# Movimiento de Liberación del Pueblo de Sudán-Norte
El Movimiento de Liberación del Pueblo de Sudán-Norte o también conocido como MLPS-N, es un partido político y organización militante en la República de Sudán, presente en los estados de Nilo Azul y Kordofán del Sur.
En 2017, el movimiento se dividió en dos facciones, una comandada por Abdelaziz al-Hilu y la otra por Malik Agar, las cuales se dedicaron a luchar entre sí y contra el gobierno de Sudán.En 2023, con el estallido de la guerra civil, la facción al-Hilu lucha contra las Fuerzas Armadas Sudanesas, mientras que el líder de la facción Agar, paso a formar parte del gobierno sudanés.

## Creación
El MLPS-N fue fundado por las organizaciones del Ejército de Liberación del Pueblo de Sudán que permanecieron en Sudán tras el voto de Sudán del Sur por la independencia en 2011. A pesar del Acuerdo de Naivasha, continuó un conflicto de bajo nivel en la República de Sudán. El conflicto con las autoridades centrales ha llevado a al-Bashir a prohibir el partido. También se dice que Sudán del Sur apoya las operaciones del SPLA-N en Sudán, al igual que Sudán apoya a los grupos antigubernamentales en Sudán del Sur.

## Conflicto en Kordofán  y Nilo Azul
El 19 de julio de 2011, poco después de la independencia de Sudán del Sur, el SPLM-N en Kordofán del Sur y el Movimiento Justicia e Igualdad de Darfur llevaron a cabo un ataque coordinado contra el ejército sudanés en Pisea, al sur de la capital del estado de Kadugli. En agosto, Radio Dabanga informó que los rebeldes estaban ganando terreno contra las fuerzas gubernamentales.
Las disputas sobre el gobierno legítimo del estado de Nilo Azul llevaron a una reanudación de la violencia a finales de agosto y principios de septiembre de 2011. En septiembre y octubre, el SPLA-N formó un gobierno con sede en Kurmuk, que tomó el control de grandes partes del estado. El conflicto en el Nilo Azul ha aumentado los temores de una nueva crisis de refugiados y un retorno a la guerra civil.

## División en dos facciones
A mediados de 2017, el SPLM-N se dividió entre una facción liderada por Abdelaziz al-Hilu y otra liderada por Malik Agar. Los combates entre las dos facciones en el Nilo Azul incluyeron el asesinato de un mayor del ejército MLPS-N (Agar) por el MLPS-N (al-Hilu). El secretario general del MLPS-N (Agar), Ismail Khamis Jallab, afirmó que el MLPS-N (al-Hilu) había rechazado los esfuerzos de mediación.
Un factor clave que motivó la división fue que el grupo de al-Hilu insistió en incluir el establecimiento de un estado secular en las negociaciones con el gobierno de Omar al Bashir de la época, mientras que el grupo de Agar no estuvo de acuerdo. En la fase de la Revolución Sudanesa de 2019 del proceso de paz sudanés, el SPLM-N (al-Hilu) continuó insistiendo en la secularización del Estado como requisito para un acuerdo de paz.

## Proceso de paz sudanés
El 24 de enero el Consejo Soberano de Sudán y Ahmed El Omda Badi firmaron acuerdos políticos y de seguridad constituyendo un acuerdo marco.  Los acuerdos otorgan autonomía legislativa a Kordofán del Sur y Nilo Azul; proponer soluciones para compartir la tierra y otros recursos; y tratar de unificar a todas las milicias y soldados del gobierno en un solo cuerpo militar sudanés unificado.
Las facciones de Agar y al-Hilu firmaron un acuerdo de paz global con el Gobierno de Transición de Sudán el 31 de agosto de 2020 y el 3 de septiembre de 2020, respectivamente y ambas facciones participarán ahora en la transición a la democracia en Sudán por medios pacíficos. Según los términos del acuerdo, las facciones que firmaron tendrán derecho a tres escaños en el consejo de soberanía, un total de cinco ministros en el gabinete de transición y una cuarta parte de los escaños en la legislatura de transición. A nivel regional, los signatarios tendrán derecho a entre el 30 y el 40% de los escaños en las legislaturas de transición de sus estados o regiones de origen.

## Tercera guerra civil sudanesa
Durante la tercera guerra civil sudanesa, Malik Agar fue nombrado vicepresidente del Consejo de Soberanía de Transición el 19 de mayo por el líder de facto Abdelfatah al Burhan. Reemplazó al general Mohamed Hamdan Dagalo, quien lanzó el conflicto en abril como líder de las Fuerzas de Apoyo Rápido.
El 8 de junio, el MLPS-N (al-Hilu) comenzó a movilizarse alrededor de Kadugli, trasladándose a varios campamentos del ejército y provocando que las Fuerzas Armadas del Sudán reforzaran sus posiciones a pesar del bloqueo de las FAR. Esto provocó temores de un nuevo frente en el conflicto a pesar de que el grupo acordaba regularmente acuerdos anuales de alto el fuego.
El 21 de junio, el SPLM-N (al-Hilu) rompió su acuerdo de alto el fuego y atacó unidades del ejército sudanés en Kordofán del Sur, particularmente en Kadugli y en al-Dalanj, este último coincidiendo con un ataque de las FAR. El ejército afirmó haber repelido los ataques, mientras que los rebeldes afirmaron haber atacado en represalia por la muerte de uno de sus soldados a manos de las SAF y prometieron liberar a la región de la "ocupación militar". El 25 de junio, el grupo atacó posiciones de las Fuerzas Armadas del Sudán en Kurmuk, estado del Nilo Azul, cerca de la frontera con Etiopía.
En julio, a pesar de un llamamiento del presidente de Sudán del Sur, Salva Kiir, para que cesara sus ataques el MLPS-N (al-Hilu) se apoderó de varias guarniciones del ejército y un campo petrolero en Kordofán del Sur y bloqueó la carretera que conduce de Karkal a Kadugli. También lanzó otro ataque en Kurmuk.
Surgieron especulaciones sobre si los ataques de al-Hilu eran parte de una alianza no oficial entre él y las RSF o un intento de fortalecer su posición en futuras negociaciones sobre su grupo.Las organizaciones de la sociedad civil que apoyan al MLPS-N afirmaron que sus operaciones buscaban proteger a los civiles de posibles ataques de las FAR.